# Болу
Болу (тур. Bolu) је град у Турској у вилајету Болу. Према процени из 2009. у граду је живело 119.814 становника.

## Становништво
Према процени, у граду је 2009. живело 119.814 становника.
| 1990.  | 2000.  |
| ------ | ------ |
| 61.509 | 84.565 |